# Иметь и не иметь
«Иметь и не иметь» (англ. To Have and Have Not) — роман Эрнеста Хемингуэя, вышедший в 1937 году. Книга рассказывает об американском рыбаке Гарри Моргане, который в силу обстоятельств становится контрабандистом.

## Сюжет
Гарри Морган — рыбак из Флориды, в поисках заработка соглашается на перевозку контрабандного виски. Но рейс проходит неудачно, и он лишается руки и лодки. По прошествии времени Гарри снова соглашается перевезти нелегалов — кубинских революционеров, ограбивших банк. Морган догадывается, что кубинцы после завершения рейса расправятся с ним, и нападает на них первым.
В конце романа автор показывает корабль береговой охраны, который тянет лодку Гарри на буксире к пристани, где расположились яхты богачей. Здесь идёт другая жизнь — голливудские режиссёры, любовницы, выпускники Гарварда, биржевые сводки и деньги.

## Экранизации
Роман трижды экранизировался в Голливуде — в 1944, 1950 и 1958 годах. Первая экранизация, выполненная во время войны Говардом Хоуксом, имела наибольший успех у критиков и публики, хотя она очень далека от сюжета романа, адаптированного для киноэкрана самим Фолкнером.
- 1944 — «Иметь и не иметь», режиссёр Говард Хоукс
- 1950 — «Переломный момент», режиссёр Майкл Кёртис
- 1958 — «Контрабандисты оружия», режиссёр Дон Сигел

Кроме того, существуют «локализованные» версии картины. В одном из выпусков американского сериала «Шайенн» (12-я серия 1-го сезона, «Fury at Rio Hondo») сходная, хотя и несколько сокращённая история происходит в Мексике во времена Дикого Запада, а в иранской ленте 1987 года «Капитан Хоршид» (режиссёр Насер Тагвай) действие перенесено в Персидский залив.